# شاي بن تزور
شاي بن تزور (بالإنجليزية: Shye Ben Tzur)‏ (بالعبرية: שי בן צור) هو موسيقي إسرائيلي يعيش في الهند وإسرائيل. يؤلف موسيقى القوالي وهي موسيقى تعبدية باللغات العبرية والأردية والهندية. يعيش بن تزور ويصنع الموسيقى في الهند وإسرائيل. زار الهند لأول مرة أثناء بحثه عن مدرس موسيقى هندي كلاسيكي. بعد سنوات من دراسة الموسيقى الكلاسيكية الهندية بالطريقة التقليدية بدأ بن تزور في تأليف موسيقى القوالي الصوفية بلغته الخاصة العبرية. تعتبر موسيقى القوالي شكلا من أشكال موسيقى النشوة التعبدية.

## المسيرة المهني
أصبح بن تزور مهتمًا بالموسيقى الهندية بعد حضور حفل موسيقي في القدس للموسيقيين الكلاسيكيين الهنديين هاريبراساد شوراسيا وزاكير حسين، مما جعله على اتصال مع موسيقى القوالي. ذهب إلى موقع ضريح الولي الصوفي خواجة معين الدين حسن الجشتي في مدينة أجمير بالهند. غنى في عام 2004 في «جاهان-إي-خوسراو» وهو مهرجان دولي للموسيقى الصوفية يقام في نيودلهي في الربيع سنويًا منذ عام 2001. يؤدي شاي بن تزور عروضا في جميع أنحاء العالم مع فرقته.
عمل مع مجتمعات موسيقيي راجاستان فولك عبر الهند. تعاون شاي مع العديد من الموسيقيين الشعبيين من صحراء راجستان. تعاون شاي مع المغنية الهندية شوبها مودغال ومايسترو الڨيتارة الإسباني فرناندو بيريز ويوسي فاين وميشكو مبا وإيلاي ماغن وزوهار فريسكو وغيرهم الكثير.
لحن بن تزور في عام 2015 ألبوم «جنون» مع عازف الجيتار والملحن البريطاني جوني غرينوود ومجموعة من الموسيقيين الهنود في حصن ميهرانغاره الذي بني في القرن الخامس عشر في جودبور في ولاية راجستان الهندية. قام الكاتب والمخرج الأمريكي بول توماس أندرسون بتصوير الجلسات وجولة غرينوود في الهند في 2015 من أجل فيلمه الوثائقي جنون. عرض الفيلم لأول مرة في مهرجان نيويورك السينمائي في عام 2015.

## الشِعر
نُشرت أول مجموعة شعرية لشاي بعنوان «تعابير الروح» في عام 1999 في إسرائيل. وٱعلن عن مجموعة شعرية جديدة «قصائد الحب في العبادة» في إسرائيل.

## ديسكغرفيا

### هيام
تم تسجيل ألبومه الأول «هِيَام» (بالإنجليزية: Heeyam)‏ في عام 2003 في الهند وإسرائيل والولايات المتحدة. عمل شاي مع مطربين تقليديين من الصوفيين القوالي الذين غنوا باللغة العبرية.

### شوشان
صدر ألبوم شاي الثاني «شوشان» (بالإنجليزية: Shoshan)‏ («وردي» بالعبرية) في عام 2010. وصُنِّفَ ضمن أفضل 10 في مجلة Songlines العالمية للموسيقى وواحدا من أفضل 5 ألبوم لهذا العام لموسيقى غير بوليوودية من قبل صحيفة تايمز أوف إينديا تشيناي.
يعتبر ألبوم شوشان مزيجا متعدد الثقافات من المشاعر والأنواع واللغات.

### جنون
«جنون» (بالإنجليزية: Junun)‏ هو ألبوم صدر في عام 2015 من تأليف بن تزور والملحن الإنجليزي وعازف الڨيتارة في فرقة راديوهيد جوني غرينوود والمجموعة الهندية راجستان إكسبرس. ٱنتج الألبوم من قبل منتج فرقة راديوهيد نايجل غودريتش.